# Liste der irakischen Botschafter in der Schweiz
Die Botschaft befindet sich in Bern.
| Ernannt / Akkreditiert | Botschafter                | Bemerkungen                                                     | Dodis                                                                                      | Regierung des Iraks     | akkreditiert während der Regierung von | Posten verlassen |
| ---------------------- | -------------------------- | --------------------------------------------------------------- | ------------------------------------------------------------------------------------------ | ----------------------- | -------------------------------------- | ---------------- |
| 10. Juni 1965          | Sirria T. Al-Khoja         | Ministerresident                                                | Sirria T. Al-Khoja in der Datenbank Dodis der Diplomatischen Dokumente der Schweiz         | Abd ar-Rahman al-Bazzaz | Hans-Peter Tschudi                     | 1. Mai 1968      |
| 16. März 1948          | Saleh Mahdi                | Geschäftsträger                                                 | Saleh Mahdi in der Datenbank Dodis der Diplomatischen Dokumente der Schweiz                | Muzahim el Patschatschi | Enrico Celio                           |                  |
| 22. Jan. 1949          | Usamah Kadry               | Geschäftsträger                                                 | Usamah Kadryi in der Datenbank Dodis der Diplomatischen Dokumente der Schweiz              | Muzahim el Patschatschi | Ernst Nobs                             | Apr. 1950        |
| 22. Jan. 1949          | Usamah Kadry               | Geschäftsträger                                                 | Usamah Kadryi in der Datenbank Dodis der Diplomatischen Dokumente der Schweiz              | Muzahim el Patschatschi | Ernst Nobs                             | Apr. 1950        |
| Apr. 1950              |                            | Die Gesandtschaft Iraks in Bern wurde im April 1950 geschlossen |                                                                                            | Nuri as-Said            | Max Petitpierre                        |                  |
| 21. Nov. 1961          | Baha Awni                  | Sitz in Rom                                                     | Baha Awni in der Datenbank Dodis der Diplomatischen Dokumente der Schweiz                  | Abd al-Karim Qasim      | Friedrich Traugott Wahlen              |                  |
| 17. Juli 1964          | Alie Haider Sulaiman       |                                                                 | Alie Haider Sulaimani in der Datenbank Dodis der Diplomatischen Dokumente der Schweiz      | Tahir Yahya             | Ludwig von Moos                        | Mai 1966         |
| 27. Juni 1966          | Jamal Omar Nadhmi          |                                                                 | Jamal Omar Nadhmi in der Datenbank Dodis der Diplomatischen Dokumente der Schweiz          | Nadschi Talib           | Hans Schaffner                         | 1968             |
| 24. Nov. 1967          | Nuri Jamil                 | (* 1914)                                                        | Nuri Jamil in der Datenbank Dodis der Diplomatischen Dokumente der Schweiz                 | Tahir Yahya             | Roger Bonvin                           | 31. Dez. 1969    |
| 11. Mai 1978           | Mundher Ahmed Al-Mutlak    |                                                                 | Mundher Ahmed Al-Mutlak in der Datenbank Dodis der Diplomatischen Dokumente der Schweiz    | Ahmad Hasan al-Bakr     | Willy Ritschard                        |                  |
| 26. Nov. 1982          | Riyadh Ali Sabie Al-Azzawi |                                                                 | Riyadh Ali Sabie Al-Azzawi in der Datenbank Dodis der Diplomatischen Dokumente der Schweiz | Saddam Hussein          | Fritz Honegger                         |                  |
| 8. Sep. 1986           | Hamid Alwan Al-Juboury     |                                                                 | Hamid Alwan Al-Juboury in der Datenbank Dodis der Diplomatischen Dokumente der Schweiz     | Saddam Hussein          | Alphons Egli                           |                  |
| 30. Nov. 1989          | Abdo Ali Hamdan Al-Dairi   |                                                                 | Abdo Ali Hamdan Al-Dairi in der Datenbank Dodis der Diplomatischen Dokumente der Schweiz   | Saddam Hussein          | Jean-Pascal Delamuraz                  |                  |
| 17. Dez. 2002          | Lonay A. Talab             |                                                                 | Lonay A. Talab in der Datenbank Dodis der Diplomatischen Dokumente der Schweiz             | Saddam Hussein          | Kaspar Villiger                        |                  |
| 29. Juni 2010          | Beirut Ahmed Ibrahim       | Pirot Ahmed Ibrahim Ibrahim                                     |                                                                                            | Dschawad al-Maliki      | Doris Leuthard                         |                  |